# 瑪待人達理阿
瑪待人達理阿（Darius the Mede），或被譯作米底人大流士，是《但以理書》所提及的在新巴比倫帝國共同攝政王伯沙撒儲君倒台之後和阿契美尼德王國國王居魯士大帝即位之前在位的一位君王，但他不曾被任何史籍提及，而且在這兩位已經被證明存在的統治者之間沒有時間線上的空間留給這位君王。伯沙撒在《但以理書》中經常被提到是君王，但事實上他的父親那波尼德皇帝在阿拉伯期間，伯沙撒是皇子及統治者，那時是公元前553年至543年，但那波尼德皇帝在新巴比倫帝國滅亡前幾年就返回了巴比倫。
大多數學者認爲這個達理阿是一個在文學上虛構的人物，但一些人試圖消除《但以理書》的內容與真實的歷史之間的矛盾，他們把他與各種已知的人物聯繫起來，特別是居魯士、賽亞雷斯或戈布里亞斯將軍，戈布里亞斯將軍是第一個在巴比倫於公元前539年落入波斯米底亞王國手中時進入巴比倫的人。

## 《聖經》的相關記載
達理阿第一次被提及一事是在關於伯沙撒所舉辦的盛宴的故事中（《但以理書》第五章），據傳當統治巴比倫的君王伯沙撒舉辦盛大的筵席時，使用了來自於耶路撒冷第一聖殿的器皿來盛酒，因而冒犯了天上的大主，於是有一隻手顯現並在牆上寫道：'MENA, MENA, TEKAL, and PERSIN' (מנא מנא nקל ופרסין)，先知但以理大臣對這段文字的解釋是：「伯沙撒被衡量過，發現他很虛弱，他的王國被米底人及波斯人瓜分。」故事的結尾是：「就在那一夜，加色丁（巴比倫）王伯沙撒被殺，瑪待人達理阿接管了王國。」
在關於但以理於獅子坑內一事的故事（《但以理書》第六章）中，但以理在達理阿的統治下服侍君王，並且被提升至高位，妒忌達理阿的對手們密謀推翻他，他們以欺詐的方式誘使達理阿頒佈法令，禁止人們向任何神或任何其他人祈禱，只可以向達理阿本人祈禱，否則會被處死，但但以理繼續向以色列之神上主祈禱，雖然達理阿深感痛苦，但是他仍然判決他被扔進獅子坑，因爲米底人和波斯人所頒佈的法令不可以被更改，黎明時分，君王急忙趕到那地方，但以理告訴他，他所崇信的天主派了一位天使來拯救他，於是達理阿下令把那些密謀反對但以理的人，連同他們的妻子和孩子，被扔到獅子那裏。
達理阿的最後出現是在《但以理書》第九章，其中呈現了但以理與關於末世的苦難和以色列民戰勝敵人一事的異象，當中對達理阿的提及被用作時間的標記，其將異象出現的時間置於“亞哈隨魯之子達理阿在位元年”。

## 文學作品的歷史背景

### 巴比倫的陷落
米底人起源於伊朗，公元前612年，米底王國與巴比倫人結盟以推翻亚述帝国，成爲近東的主要政治力量。繼後的米底亞王國在公元前550年（或公元前553年）敗亡，它被統治位於伊朗西南部地區的安善一帶的瑪代王國國王居魯士二世消滅。
在將其王國從地中海沿岸擴展至中亞之後，居魯士把注意力轉向了巴比倫。他征服巴比倫的最重要的古代資料是《納博尼多斯紀事》（納博尼多斯是最後一位新巴比倫帝國皇帝，在《但以理書》中的巴比倫的君王伯沙撒是他的兒子及储君），居魯士圓柱及那波尼德圓筒上的文字都是居魯士委託史官所寫的。
居魯士所發動的巴比倫之戰開始於公元前539年。10月10日，居魯士在奧比斯打贏了一場戰役，開闢了通往巴比倫的道路。“古提姆區總督烏巴魯及居魯士的軍隊不戰而入巴比倫”（《巴比倫編年史》）。烏巴魯大概是希臘歷史學家色諾芬所提及的戈爾比拉斯，他是新巴比倫帝國的一個總督，但投靠了波斯米底亞王國，幾日後，居魯士進入城中，那波尼德被俘獲，免於死刑，但人們對伯沙撒的命運一無所知。

### 《但以理書》的歷史準確性
學者們認爲《但以理書》不是可靠的歷史指南，他們普遍認爲但以理不是真實的歷史人物，作者似乎是從《以西結書》中提到的身處於遙遠過去的傳説人物中取名的。雖然這是一本以預言爲特色的書，但是以但以理的名字命名的這本書是一本啓示錄，其內容是對塞琉古帝国皇帝安条克四世（統治時期爲公元前175-164年）迫害犹太人一事的隱晦提及。
普遍認爲，構成第一章至第六章的故事具有傳説色彩，第七章至第十二章的願景是在安條克皇帝迫害猶太人期間添加的，該書本身是在公元前164年（安條克即位後不久）完結之後不久完成的。
《但以理書》第五章及第六章屬於民間傳説，構成了本書的前半部分。例如，第五章（“伯沙撒的盛宴”）所使用的語言遵循了古代近東的慣例，在某些情況下正是《但以理書》中使用的語言。〈但以理在獅子坑〉（《但以理書》第六章）是根據巴比倫經典民間故事〈呂德拉貝爾內梅基〉（Ludlul Bel Nemeqi）所改編而成的，講述了一個朝臣在邪惡的敵人手中蒙受恥辱，但由於仁慈的神祇（在關於但以理的故事中，其為以色列之神）作出了干預，因此他最終恢復了名譽；在巴比倫原文中，“獅子坑”是宮廷中關於凡人對手的隱喻，但《聖經》中的故事將作為隐喻的獅子變成了真實的動物。
在《但以理書》第九章中，但以理思考了《耶利米書》中關於耶路撒冷將荒廢七十年一事的預言的含義，天使加百列告訴他，這七十年應該被理解爲七個星期（字面意思是“七”）。第一節將但以理異象的時間設定爲“亞哈隨魯的兒子達理阿，出生時是瑪待人，在位第一年”。但歷史上沒有這樣的達理阿，也沒有任何巴比倫君王可以按時間順序被排列在已知的歷史人物伯沙撒和居魯士之間。

## 身份
H·H·羅利（H. H. Rowley）於1935年在對這個問題的研究（Darius the Mede and the Four World Empires in the Book of Daniel，1935）中宣稱，瑪待人達理阿（Darius the Mede）無法被與任何君王等同起來，他通常被認爲是將歷史上的阿契美尼德帝国皇帝大流士一世的形象與《耶利米書》第五十一章第十一節關於天主“煽動”米底人反抗巴比倫一事的經文結合而成的虛構人物。然而，許多人試圖將他與歷史人物聯繫起來，以下可能是最著名的候選人：
- 大流士一世（Darius I Hystaspes），生活於約公元前550年至486年。歷史上已知的大流士是阿契美尼德帝國的建立者，也是在早期波斯時期猶太人眼中的重要人物，原因是他在建造耶路撒冷第二圣殿一事中發揮了重要作用[22]。在成為了阿契美尼德皇國的國皇之後，大流士最初不得不征服巴比倫尼亞以清除統治波斯國的篡位者，然後將阿契美尼德皇國改簒為阿契美尼德帝國並將國土劃分為多個總督轄區[23][24]。《但以理書》的作者記起了某些預言，即米底人將摧毀巴比倫（《耶利米書》第五十一章第十一節及第二十八節及《以賽亞書》第十三章第十七節），並且需要一個米底亞國王來完成他的四個王國計畫（見《但以理書》第二章中關於尼布甲尼撒二世所造的夢的故事），於是作者似乎把歷史上的大流士投射到一個虛構的過去[24]。
- 阿斯提阿格斯是米底亞王國的最後一位國王；他在公元前 550年（或公元前553年）被居魯士擊敗。他的父親名叫基亞克薩雷斯，可能是“亞哈隨魯”的變體[25]，但沒有任何記錄表明他在巴比倫淪陷時在場。因此，他在現今辯護中很少受到關注，但身處於公元一世紀的猶太裔历史学家約瑟夫斯，以及後來的早期基督教教父聖傑羅姆，透過聲稱瑪待人達理阿是阿斯提阿格斯的兒子，試圖將《但以理書》與歷史資料協調一致[26][24]。最初的《杜埃圣经》宣稱，達理阿是阿斯提阿格斯的另一個名字[27][28]。
- 賽克薩雷斯二世。希腊裔作家色諾芬的作品講述了關於一位名叫賽克薩雷斯的米底亞王國國王的事跡，其宣稱賽克薩雷斯是阿斯提阿格斯的兒子[29]；歷史學家普遍不認為色諾分所提出的這個説法是正確的，無論如何，色諾分都沒有聲稱這個所謂的賽克薩勒斯曾經統治巴比倫[30]。
- 居魯士二世。這場爭論的焦點是對《但以理書》第六章第二十八節的重新解釋，“但以理在達理亞統治時期和波斯人古列統治時期興旺”，讀作“但以理在達理亞的統治時期，甚至是波斯人古列的統治時期興旺發達”，使他們成爲同一個人[31]。保守派學者威廉·謝伊（William Shea）評論稱，將波斯米底亞王國國王瑪待人賽魯士（Cyrus the Mede）稱爲亞哈隨魯（Ahasuerus）的兒子瑪待人達理亞（Darius the Mede）且將波斯人古列（Cyrus the Persian）稱爲亞哈隨魯（Ahasuerus，達理亞之父）的兒子波斯人大流士（Darius the Persian）這個舉動因在有些段落中將同一位君王稱爲古列（Cyrus）而在另一些段落中稱其爲達理阿（Darius）一事而顯得很奇怪[32]。
- 冈比西斯二世是居魯士的兒子，也是居魯士的繼任者。巴比倫的相關記錄顯示，居魯士曾經任命他在巴比倫執政，但他不是瑪待人，他的父親也不是亞哈隨魯，而且他可能不是六十二歲[33]。
- 古巴爾（或烏格巴爾，在希臘文獻中被稱爲戈布里亞斯）是負責攻陷巴比倫的將軍。他之前是古提姆（巴比倫文獻中與米底關係密切的地區）的新巴比倫帝國總督，後來倒戈投靠波斯米底亞王國。在攻陷巴比倫後，居魯士似乎賦予了他用以管治巴比倫的行政權，故此有歷史學家聲稱他就是《但以理書》所提及的加色丁國國君，其作為居魯士皇帝所任命的次王統治當地[34]，但事實上他從未獲得“巴比倫王”這個頭銜，這一説法也無法解釋在《但以理書》第六章中出現的“達理阿”這個名字[21]。